# Cameri
Cameri (piemontiul: Cambra vagy Camra) település Olaszországban, Piemont régióban, Novara megyében. Lakosainak száma 10 664 fő (2023. január 1.). Cameri Bellinzago Novarese, Castano Primo, Galliate, Nosate, Novara, Turbigo és Caltignaga községekkel határos.

## Népesség
A település népességének változása:
| Lakosok száma | 10 994 | 10 907 | 10 664 |
|               | 2017   | 2018   | 2023   |